# Municipio de Moonshine
El municipio de Moonshine (en inglés: Moonshine Township) es un municipio ubicado en el condado de Big Stone en el estado estadounidense de Minnesota. En el año 2010 tenía una población de 131 habitantes y una densidad poblacional de 1,35 personas por km².

## Geografía
El municipio de Moonshine se encuentra ubicado en las coordenadas 45°32′57″N 96°18′47″O / 45.54917, -96.31306. Según la Oficina del Censo de los Estados Unidos, el municipio tiene una superficie total de 97.29 km², de la cual 97,25 km² corresponden a tierra firme y (0,05 %) 0,05 km² es agua.

## Demografía
Según el censo de 2010, había 131 personas residiendo en el municipio de Moonshine. La densidad de población era de 1,35 hab./km². De los 131 habitantes, el municipio de Moonshine estaba compuesto por el 96,18 % blancos, el 0,76 % eran afroamericanos, el 3,05 % eran amerindios. Del total de la población el 0,76 % eran hispanos o latinos de cualquier raza.